# Leioptinus inflatus
Leioptinus inflatus is een keversoort uit de familie klopkevers (Ptinidae). De wetenschappelijke naam van de soort werd in 1928 gepubliceerd door Erich Wasmann.